# Социальное действие (Италия)
Социальное действие (итал. Azione Sociale) — итальянская политическая партия 2003—2009 годов. Формально позиционировалась как ультраправая, близкая к неофашизму. Реально являлась персональным политическим проектом Алессандры Муссолини, внучки Бенито Муссолини, фашистского диктатора 1922—1943. Входила в коалицию Социальная альтернатива. В 2009 была поглощена движением Сильвио Берлускони Народ свободы.

## Партия Муссолини-младшей
В 1992—1995 Алессандра Муссолини состояла в традиционной неофашистской партии Итальянское социальное движение, в 1995—2003 — в созданном на её основе Национальном альянсе Джанфранко Фини. В ноябре 2003 между Муссолини и Фини возник острый конфликт: находясь в Израиле, Фини назвал фашизм «абсолютным злом XX века». Такое высказывание было неприемлемо для Алессандры Муссолини, политический имидж которой формировался на ассоциациях с дедом. Муссолини-внучка демонстративно порвала с Национальным альянсом и приступила к формированию своей партии.

Я не могу простить того, что случилось с моим дедом.

Алессандра Муссолини

Созданная 8 декабря 2003 партия первоначально получила название Lista Alessandra Mussolini — Libertà di Azione — «Список Алессандры Муссолини — Свобода действий» или Libertà di Azione — «Свобода действий». Некоторое время спустя была переименована в Azione Sociale — «Социальное действие».
Партия придерживалась националистических позиций, подчёркивала преемственность с режимом Бенито Муссолини — при безусловном признании современных реалий и принципов демократии. Программа акцентировалась на социальной проблематике: поддержка семьи, материнства и детства, обеспечение полноправия пожилых людей, участие граждан в принятии политических решений, общественный контроль над государственным аппаратом. Социальная справедливость, достоинство человека труда объявлялись «приоритетными относительно личных свобод». Внешнеполитическая платформа выдерживалась в антиамериканском и антиизраильском духе, выдвигалось требование вывода войск США из Ирака, высказывалась поддержка палестинской стороне арабо-израильского конфликта.
Союзником партии выступало профобъединение UGL, исторически связанное с неофашизмом.

## Электоральные циклы 2004—2005
Первой политической проверкой «Социального действия» становились выборы в Европарламент 2004. Партии — и её лидеру — требовалась коалиционная поддержка. Был учреждён блок Социальная альтернатива, в которой, наряду с партией Алессандры Муссолини, вошли Новая сила (лидер — Роберто Фиоре, в 1980-х обвинявшийся в неофашистском терроризме и до 1999 находившийся в эмиграции) и Социальный национальный фронт (лидер — Адриано Тильгер, бывший активист Национального авангарда, соратник Стефано Делле Кьяйе). «Социальная альтернатива» сумела получить на евровыборах мандат для Алессандры Муссолини.
Следующее электоральное испытание предстояло в 2005 — региональные выборы. К «Социальной альтернативе» подключилась партия Fiamma Tricolore, наиболее крупная из неофашистских организаций Италии (лидер — Люка Романьоли, ставший преемником Пино Раути). Но региональная предвыборная кампания оказалась неудачной. Провести кандидатов не удалось нигде, а в регионе Лацио выдвижение Алессандры Муссолини сопровождалось серией дискредитирующих скандалов.

## Поражение 2006. Слияние с движением Берлускони
Поражением окончились для «Социального действия» и «Социальной альтернативы» парламентские выборы 2006. В полной мере проявились политико-идеологические разногласия Муссолини-внучки с более радикальными приверженцами идей Муссолини-деда. «Социальное действие» склонялось к альянсу с Домом свобод Сильвио Берлускони и умеренно-консервативной программе. Партии Тильгера, Фиоре и Романьоли выдвигали социально-популистские установки фашистской Республики Сало середины 1940-х, неприемлемые для Берлускони. Снятие кандидатур Муссолини, Тильгера и Фиоре не изменило ситуацию. Ни один представитель «Социальной альтернативы» не был избран в парламент. После этого коалиция распалась.
В марте 2007 «Социальное действие» заключило договор о сотрудничестве (Patto d’Azione — Пакт действий) с «Новой силой» Фиоре, организацией Volontari Nazionali («Национальные добровольцы», структура, происходящая из силовых подразделений Итальянского социального движения) и партией Пино Раути Движение социальной идеи. Через некоторое время к пакту присоединился Социальный национальный фронт Тильгера. Предполагалось совместное выступление на парламентских выборах 2008. Была вновь символически зафиксирована попытка консолидации ультраправых.
Однако проект Patto d’Azione не получил развития. Алессандра Муссолини некоторое время вела переговоры с Фини, но в принципе сделала выбор в пользу союза с Берлускони. На выборах 2008 ей удалось избраться при поддержке партии Вперёд, Италия. 29 марта 2009 «Социальное действие» прекратило существование, слившись с движением Берлускони Народ свободы.

Алессандра Муссолини сказала в интервью газете La Repubblica, что она рада доверию, оказанному ей Сильвио Берлускони. Издание также напомнило: ранее экс-премьер Италии заявил, что его партии необходимы «сильные женщины» — именно это качество он ценит в Алессандре, проявлявшей силу духа в трудные времена.